# Batalla de El Gallinero
La batalla de El Gallinero fue una acción militar de la presidencia de Anastasio Bustamante efectuada el 18 de septiembre de 1832, en las cercanías de la localidad de Dolores Hidalgo, Guanajuato en la ranchería de El Gallinero, en Dolores Hidalgo, Guanajuato. Los rebeldes de la tropa de Zacatecas comandados por el general José Esteban Moctezuma fueron derrotados por las fuerzas presidenciales comandadas por el general y vicepresidente conservador Anastasio Bustamante. Bustamante salió personalmente de la Ciudad de México a combatir al general Moctezuma y después de esta victoria renunció a la vicepresidencia pues fue derrotado por el general Antonio López de Santa Anna. El número de bajas de los federalistas fue de 2800, incluyendo, muertos, heridos y prisioneros.